# Un garçon près de la rivière
Un garçon près de la rivière (titre original : The City and the Pillar) est le troisième roman de Gore Vidal, publié en 1948.

## Historique
Achevé dès 1946, le roman n'est publié que le 10 janvier 1948, dans une version légèrement expurgée, après que l'auteur a essuyé plusieurs refus de la part d'éditeurs. La version intégrale de l'œuvre paraît à l'occasion de l'édition de poche dans les années 1950. En 1965, Gore Vidal publie une version révisée et définitive, où il retire surtout des passages qu'il juge trop mélodramatiques ou introspectifs. Cette version n'est traduite en France qu'en 1981 par Philippe Mikriammos.

## Résumé
Le roman raconte le passage à l'âge adulte de Jim Willard, un jeune homme viril de Virginie à la fin des années 1930, et la découverte de son homosexualité avec son ami d'enfance Bob, puis l'acceptation de son orientation sexuelle après un voyage qui le mène de New York à Los Angeles, de Hollywood à La Nouvelle-Orléans.

## Réception du roman
L'ouvrage crée un grand scandale à sa parution, étant le premier roman américain dont les protagonistes, ouvertement homosexuels, n'ont pas de destinée malheureuse à la fin de l'histoire pour avoir défié les conventions sociales (mort, maladie, scandale, etc.). Le New York Times refuse de critiquer et de publier des publicités sur le roman. En outre, Gore Vidal ne reçoit aucune critique de la plupart des journaux et magazines américains plus de six ans après la parution du roman.

## Particularité du roman
Jim Willard, le héros, est décrit comme un homme masculin à cent lieues des stéréotypes d'efféminés habituellement associés à l'homosexualité, ce qui est une des causes premières du scandale suscité par le roman.

## Éditions françaises
- Un garçon près de la rivière  (trad. Gilbert Martineau), Paris, Éditions des Deux-Rives, 1949
- Un garçon près de la rivière  (trad. de l'anglais par Philippe Mikriammos), Paris, Payot & Rivages, coll. « Rivages poche. Bibliothèque étrangère » (no 269), 1999 (réimpr. 1999) (1re éd. 1981), 241 p. (ISBN 978-2-7436-0474-5 et 2-7436-0474-3)